# Висотна поясність

Висотна поясність у Альпах

Висо́тна по́ясність, або висотна зональність — закономірна зміна природних комплексів у горах, зумовлена насамперед зміною кліматичних умов з висотою; основна форма форма прояву зональності в горах. 
Висотна поясність пояснюється зміною клімату з висотою: на 1 км підйому температура повітря знижується в середньому на 6 градусів Цельсія, зменшується тиск повітря, його запиленість, зростає інтенсивність сонячної радіації, до висоти 2—3 км збільшується хмарність і кількість опадів. Повний спектр кліматичних зон висотної поясності можна спостерігати в крупних гірських масивах екваторіальних і тропічних широт (Анди, Гімалаї).
З висотною поясністю пов'язане явище вертикальної зональності рослинності — це зміна зон рослинності, пов'язана із змінами клімату і ґрунтів залежно від висоти над рівнем моря. Так, в аридних зонах пустельна рослинність при підйомі в гори послідовно змінюється зонами (поясами) степів, лісів, субальпійських і альпійських лук, високогірних тундр і одвічних снігів. Закон вертикальної зональності рослинності відкрито Одуїном і Мільн-Едвардсом (1832).